# Broederschap van boetelingen

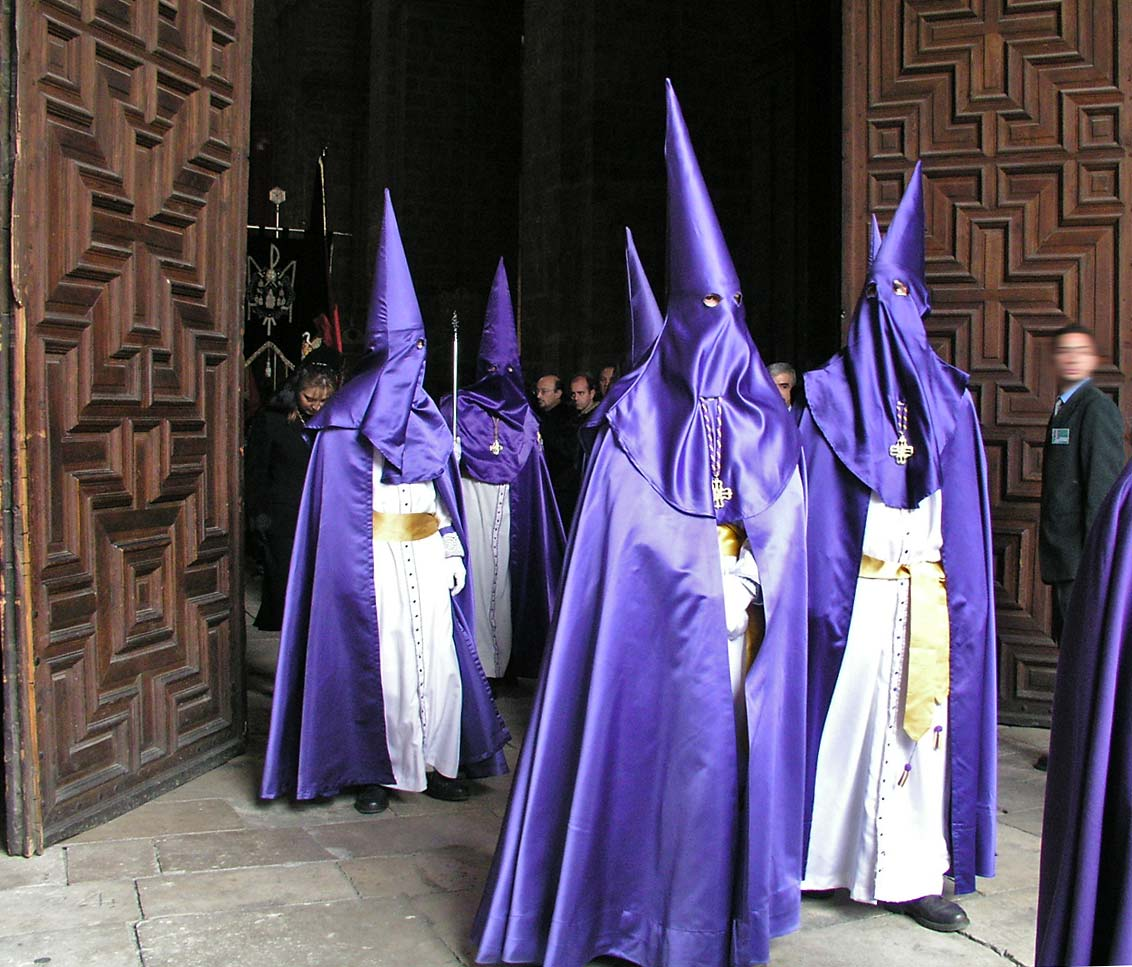
Eeuwenoude capirote, in de Spaanse Semana Santa teken van anonieme boetedoening

Een broederschap van boetelingen is een Christelijke broederschap die boetedoening voorschrijft aan zijn leden.
Er zijn diverse vormen van dergelijke broederschappen die per land verschillen. Broederschappen van boetelingen zijn vooral actief in de Katholieke kerk. De vorm van boetedoening varieert van versterving van het vlees door vasten tot extreme vormen als zelfkastijding, zoals flagelleren. In het publiek zijn leden van dergelijke broederschappen veelal onherkenbaar gekleed in gewaden en hoofdverhullende hoofddeksels.

## Varia
De gewelddadige en racistische Ku Klux Klan oogt op het eerste gezicht als een broederschap van boetelingen, maar heeft er niets mee van doen. De visuele gelijkenis is het gevolg van dat hun gewaden geïnspireerd zijn op die van Spaanse boetelingen, de zogenaamde Nazareno's: met name de herkenbare puntmutsen waren paradoxaal genoeg ingevoerd door een antikatholieke tak van de Ku Klux Klan.